# プロジェ・ホールディングス
株式会社プロジェ・ホールディングスは、かつて東京都新宿区に拠点を構えた繊維製品メーカー。旧同興紡績。なお現在のプロジェ・ホールディングスは当社を合併したステラ・グループ株式会社が商号変更したもの。

## 沿革
- 1948年（昭和23年）11月 - 東洋編織株式会社として[1]、名古屋市守山区でメリヤス製造業を創業。
- 1949年（昭和24年）5月 - 名古屋証券取引所に上場。
- 1951年（昭和26年） - 同興紡績株式会社に商号変更。
- 1956年（昭和31年）12月 - 大阪証券取引所（現・東京証券取引所）に上場。
- 2007年（平成19年）3月 - 持株会社化し、株式会社プロジェ・ホールディングスに商号変更。同年5月、東京都港区愛宕に本店を移転。
- 2009年（平成21年）1月 - 港区芝公園に本店を移転。
- 2011年（平成23年） - 新宿区に本店を移転。
- 2011年（平成23年）11月25日 - 上場廃止。
- 2011年（平成23年）11月30日 - ステラ・グループ株式会社に吸収合併される。